# Sphinctopsylla tolmera
Sphinctopsylla tolmera är en loppart som först beskrevs av Jordan 1931.  Sphinctopsylla tolmera ingår i släktet Sphinctopsylla och familjen Stephanocircidae. Inga underarter finns listade i Catalogue of Life.